# اسکرن
latitudeاسکرنlongitudeاسکرن
اسکرن (به انگلیسی: Askern) یک منطقهٔ مسکونی در انگلستان است که در یورکشایر و هامبر واقع شده‌است.

## خصوصیات
اسکرن ۵٬۴۳۴ نفر جمعیت دارد.